# 托馬斯冰原島峰 (麥克羅伯特森地)
70°32′S 65°11′E / 70.533°S 65.183°E
托馬斯冰原島峰（英語：Thomas Nunataks）是南極洲的冰原島峰，位於麥克羅伯特森地，屬於查爾斯王子山脈中波爾托斯山脈的一部分，處於梅爾芬山西南面3.7公里，現時由南極條約體系管理。